# 東京☆女子アナクルーズ
東京☆女子アナクルーズ（とうきょうじょしアナクルーズ）とは、テレビ東京が毎週日曜日昼に放送していたバラエティ番組である。

## 概要
- 当番組は、2008年4月13日にスペシャル版（1時間番組）としてスタートし、同年4月27日から9月28日までレギュラー放送された。 放送時間は、毎週日曜日11時55分〜12時25分（スペシャル版のみ11時25分〜12時25分）。
- 番組は、上島竜兵（ダチョウ倶楽部）を部長役に、テレビ東京の女性アナウンサーがエンターテインメント情報、イベント情報を織り交ぜながら、進行を進めるというスタイルを取っていた。

## 出演者
- 上島竜兵（ダチョウ倶楽部） - スケジュールの都合により欠席することがあった。
- テレビ東京女性アナウンサー
  - 松丸友紀
  - 前田真理子
  - 繁田美貴
  - 前田海嘉
  - 大竹佐知（スペシャル版のみ出演）
  - 秋元玲奈＆相内優香（2008年5月25日、8月10日、8月17日、8月24日、9月14日）

| テレビ東京 日曜11:55 - 12:25枠           | テレビ東京 日曜11:55 - 12:25枠 | テレビ東京 日曜11:55 - 12:25枠    |
| 前番組                                   | 番組名                         | 次番組                            |
| ---------------------------------------- | ------------------------------ | --------------------------------- |
| TVチャンピオン2（再放送） ※11:25 - 12:20 | 東京☆女子アナクルーズ          | ○○オススメ （広報・番組宣伝番組） |